# Toplak
Toplak je 117. najbolj pogost priimek v Sloveniji, ki ga je po podatkih Statističnega urada Republike Slovenije na dan 31. decembra 2007 uporabljalo 1.225 oseb, na dan 1. januarja 2011 pa 1.229 oseb ter je med vsemi priimki po pogostosti uporabe zavzel 115. mesto.
- Andrej Toplak, agronom, dr.
- Barbara Toplak Perovič, pravnica, stok. za menedžment (Alma mater europaea)
- Cirila Toplak (*1969), politologinja in zgodovinarka Evrope, menedžment..., prof. FDV
- Franc Toplak (1818—1904), rimskokatoliški duhovnik, zbiratelj ljudskega gradiva
- Franc Toplak (1857—1930), stavbni mojster, narodni buditelj
- Franc Toplak (1888—1937), duhovnik
- Franc Toplak (1885—1971), zdravnik ginekolog
- Franc Toplak, gospodarstvenik (sin Janže Toplaka)
- Gorazd Toplak, trener jiu-jitsu
- Ivan Toplak (1931—2021), nogometaš, selektor več državnih nogometnih reprezentanc
- Janža Toplak (1909—1972), trsničar, vinogradnik, zadrugar
- Jasna Toplak, klinična psihologinja, prevajalka
- Jože Toplak, agronom, žlahtnitelj
- Jurij Toplak (*1977), ustavni pravnik, univ. prof.
- Kristina Toplak (*1976), etnol./antropologinja in umetnostna zgodovinarka: migracije
- Ludvik Toplak (*1942), gospodarski pravnik, univ. profesor, rektor, politik in diplomat
- Metka Toplak (*1964), veterinarka
- Mišo Toplak, rokometni trener
- Mark Toplak (*1963), menedžer, direktor Razvojne agencije Gorenjske
- Nataša Toplak, biologinja
- Robert Toplak, umetnostni zgodovinar, kustos?
- Rosvita Toplak, odvetnica
- Sebastjan Toplak (*1979), veslač
- Simon Toplak (*1940), kmet, zadružnik, politik
- Simona Toplak, novinarka, urednica Financ
- Tim Toplak (*1995), svetovni prvak jiu-jitsu
- Tomaž Toplak, nekdanji predsednik uprave KAD-a
- Ula Toplak, rokometašica
- Vlasta Tetičkovič Toplak, županja Destrnika